# Криструн Фростадоуттир
Криструн Мьёдль Фростадоуттир (исл. Kristrún Mjöll Frostadóttir; род. 12 мая 1988, Рейкьявик) — исландская политическая деятельница. Председатель партии «Социал-демократический альянс» с 2022 года. Премьер-министр Исландии с 21 декабря 2024 года. Депутат альтинга с 2021 года.
36-летняя Криструн Фростадоуттир стала самым молодым премьер-министром в истории Исландии и самым молодым действующим премьер-министром в мире.

## Биография
Родилась 12 мая 1988 года в Рейкьявике, столице Исландии. Родители — этнограф Фрости Фивидль Йоуханнссон (Frosti Fífill Jóhannsson; род. 27 апреля 1952) и врач Стейнюнн Гвюдни Йоунсдоуттир (Steinunn Guðný H. Jónsdóttir; род. 18 сентября 1956).
Окончила Рейкьявикскую среднюю школу второй ступени (MR) в 2008 году. В 2011 году получила степень бакалавра экономики в Исландском университете (HÍ), в 2014 году — степень магистра экономики в Бостонском университете и в 2016 году — степень магистра глобальных отношений с упором на экономику и международные финансы в Институте имени Джексона Йельского университета.
Во время учёбы на экономическом факультете Исландского университета в 2009—2010 годах работала в аппарате председателя Центрального банка Исландии. В 2011—2012 годах занимала должность экономиста аналитического отдела банка Arion. В 2013—2014 годах была журналисткой делового издания Viðskiptablaðið. В 2014 году стала экономистом в рабочей группе по денежной реформе в канцелярии премьер-министра.
Во время учёбы в Йельском университете в 2015 году работала летним научным сотрудником в нью-йоркском офисе Morgan Stanley. После окончания университета в 2016 году устроилась специалистом в аналитический отдел фирмы в Лондоне.
В 2017 году вернулась в Исландию, где проводила политические исследования в качестве главного экономиста Торговой палаты Исландии. В 2017—2018 годах была председателем Комитета по ценообразованию сельскохозяйственной продукции Министерства труда и участвовала в работе правительства по туристической политике. С 2018 года занимала должность главного экономиста в банке Kvika, специализирующемся на управлении активами и инвестиционных услугах. Криструн курировала и проводила макроэкономический анализ для банка, а также консультировала клиентов по экономическим и политическим вопросам. Параллельно работала в Исландском университете адъюнкт-преподавателем экономической политики для студентов бакалавриата. Уволилась из банка в 2021 году для выдвижения своей кандидатуры на парламентских выборах.

## Политическая карьера
Баллотировалась от «Социал-демократического альянса» в избирательном округе Южный Рейкьявик и 25 сентября 2021 года была избрана. Является членом Бюджетного комитета (2021—2023 и с 2023), была членом Комитета по экономике и торговле в 2023 году.
После того, как председатель «Социал-демократического альянса» Логи Эйнарссон 18 июня 2022 года объявил об отставке, Криструн была назначена на этот пост. Она баллотировалась в председатели партии и была избрана на безальтернативных выборах 28 октября, получив 94,5 % голосов.
Возглавила список партии на парламентских выборах 30 ноября 2024 года в избирательном округе Северный Рейкьявик. Тогда «Социал-демократический альянс» получил наибольшее число голосов и увеличил представительство в альтинге с 6 до 15 мест. 3 декабря Криструн получила от президента Хадлы Тоумасдоуттир мандат на формирование правительства, после чего начала переговоры с «Возрождением» и Народной партией.
Кабинет Криструн Фростадоуттир начал работу 21 декабря. В возрасте 36 лет она стала самым молодым премьер-министром в истории Исландии и самым молодым действующим премьер-министром в мире. Также оказалась десятой в списке самых молодых премьер-министров в истории, опередив Джасинду Ардерн, которой было 37 лет в 2017 году, когда она заняла пост премьер-министра Новой Зеландии. Криструн Фростадоуттир моложе Пхэтхонгтхан Чиннават, действующего премьер-министра Таиланда. Эйнару Адноурссону было 35 лет в 1915 году, когда он стал министром по делам Исландии в составе правительства Дании. После вступления Криструн в должность впервые в истории Исландии женщины одновременно заняли посты президента и премьер-министра.

## Личная жизнь
Её муж — бизнес-аналитик Эйнар Бергюр Ингварссон (Einar Bergur Ingvarsson; род. 4 мая 1983). У пары два ребёнка: Мария Хердис (María Herdís; род. 2019) и ещё одна дочь 2023 года рождения.